# Damp (Sydslesvig)
 For alternative betydninger, se Damp. (Se også artikler, som begynder med Damp)
Damp er en landsby og kommune beliggende 16 kilometer nordøst for købstaden Egernførde ved Østersøen i det nordlige Svans i Sydslesvig. Administrativt hører kommunen under Rendsborg-Egernførde kreds i den tyske delstat Slesvig-Holsten. Kommunen omfatter ved siden af selve by Damp landsbyerne og bebyggelserne Damp Fiskerleje, Fuglsang-Grønholt (Vogelsang-Grünholz), Hegeholt (Hegenholz), Nyby (Nieby), Petsrye (Petsrüh) , Pommerby, Svartstrøm (Schwastrum) og godserne Grønholt og Damp. Den samarbejder på administrativt plan med andre kommuner i omegnen i Slien-Østersø kommunefællesskab (Amt Schlei-Ostsee). I kirkelig henseende hører Damp under Karby Sogn (undtaget Fuglsang tilhørende Siseby Sogn). Sognet lå i Risby Herred (Svans godsdistrikt), da området var dansk.

## Historie
Damp er første gang nævnt 1462 (Lib. cens). Stednavnet er afledt af *damp (at slå eller dumpe, sml. bornholmsk/østdansk dampa), som beskriver Bogås (Svastrum Å) mod Østersøen faldende vandløb. Den nuværende kommune blev dannet 1927 ud af Damp godsdistrikt.
Godset Damp blev første gang nævnt 1438 og tilhørte frem til 1566 domkapitlet i Slesvig by. Herregården Grønholt stammer fra 1749. Her residerer hertugen af Glücksborg (Lyksborg).
I et skovområde uden for Damp ligger Damp stenkreds (Rote Maaß), en historisk seværdighed fra romersk jernalder (2. til 4. årh.), som formentlig har fungeret som kultsted eller gravplads.

## Østersøbad Damp
Byen er i dag mest kendt i forbindelse med feriecentret Damp. Centret blev åbnet i 1972 under navnet Damp 2000 og består blandt andet af et stor wellness-hotel, en bådehavn med 365 liggepladser og et tropisk havvandssvømmebad. Centrets uniforme arkitektur og størrelse (højhuse med op til 16 etager) blev delvis mødt med stærk kritik.

## Galleri
- Feriecentret i Damp
- Porthus til Damp gods
- Yachthavn Damp
- Stranden ved Damp Fiskerleje (Damp Fischleger)